# Goli Taraghi
Zohreh Taraghi-Moghadam, née en 1939 à Téhéran, mieux connue sous le nom de Goli Taraghi (Persan : گلی ترقی) (transcrit quelquefois sous la forme Goli Taraqqi) est une romancière et nouvelliste iranienne.

## Biographie
Goli Taraghi naît en 1939 dans le quartier Shemiran de Téhéran. Son père, Lotfollah Taraghi, est un avocat mais aussi un homme de lettres, écrivain ponctuel et éditeur de journaux et magazines. Ce père lui transmet l’envie d’écrire.
Elle grandit à Téhéran, mais est envoyée par son père aux États-Unis pour les études supérieures. Elle les effectue  à l'université Drake, où elle obtient un diplôme de premier cycle en philosophie. Elle s’intéresse notamment aux idées et propositions de Jung. De retour en Iran en 1963, elle poursuit quelques années à l'université de Téhéran. C’est à cette époque qu’elle commence à écrire des articles  dans différentes revues littéraires. Ces articles sont consacrés à quelques-uns de ses sujets de prédilection,  les mythes, les archétypes (au sens de la psychologie jungienne), et l’existentialisme. Elle est encouragée à se consacrer à l’écriture de fictions par son amie Forough Farrokhzad. En 1965, elle publie une nouvelle, Miâ’d [Rendez-vous],  qui apparaît  dans la revue Andisheh va Honar (Pensée et Art).
Elle travaille ensuite pour l’administration. En 1967, elle publie un recueil de nouvelles intitulé Man ham Che Guevara hastam (Moi aussi, je suis Che Guevara). « La question qui m’occupait l’esprit, dès les histoires de mon premier recueil jusqu’à mon dernier livre, était unique, et s’est répétée sous des formes différentes », explique-t-elle, « celle de la notion de liberté et de choix. Peut-on dominer notre destin ? Peut-on choisir notre manière de vivre et changer de voie ? Peut-on protester et persister dans cette protestation et se révolter ? La révolte existentielle. Mourir à soi-même et renaître ».
Puis elle  enseigne pendant six ans à la faculté des beaux-arts de l’université de Téhéran : sur une proposition de Bahram Beyzai, elle y dirige un cours sur la mythologie et la symbologie,.
Son premier roman en 1975 est intitulé Khab-e Zemestani (Sommeil d’Hiver). Il relate la vie de citadins iraniens, aux repères brouillés, confrontés à la modernisation rapide du pays dans les années 1960 : ils vivotent, se remémorent le passé, se posent des questions, mais n’ont pas le courage de « se réveiller » et de prendre leur destin en main,.
Après la Révolution iranienne, les universités sont temporairement fermées. Taraghi divorce de son mari Hazhir Daryush et déménage avec ses deux enfants pour s’installer à Paris, en 1979, faisant d’une certaine façon le choix de la liberté dans la parole et l’écriture. Elle se remet progressivement à publier, des nouvelles, des poèmes, des romans, des œuvres de fiction mais souvent en partie autobiographiques, avec un ton ironique, impertinent, condescendant sur la faiblesse des hommes, et toujours une certaine douceur. Quelques œuvres sont traduites et publiées en français, comme Sommeil d’Hiver, Les Trois Bonnes, La maison de Shemiran, etc., notamment au sein de la collection « Horizons Persans » chez Actes Sud, une collection dirigée par Sorour Kasmaï, avec des traductions de Maurice Nadeau, de Leyli Daryouch, de Bernadette Salesse, … Les Trois Bonnes est ainsi un récit de la révolution iranienne vue de l’intérieur d’une famille,.

### Romans
- Sommeil d'hiver, Maurice Nadeau, 1986 ((fa) خواب زمستانی (Khāb-e zemestanī), انتشارات نیلوفر, 1973  (ISBN 9789644482083)), roman, trad. Gilles Mourier  (ISBN 2-86231-063-8)
- La maison de Shemiran, Actes Sud, 2003 ((fa) خانه شمیران (Khāne-ye Shemīrān)), roman, trad. Leyli Dariouch, 208 p.  (ISBN 978-2-7427-4356-8)

- (fr) Les trois bonnes, Actes Sud, 2004, roman, trad. Bernadette Salesse, 176 p.  (ISBN 978-2-7427-4900-3)

### Recueils de nouvelles
- (fa) من هم چه‌گوارا هستم (Man ham Che Guevara hastam), انتشارات مروارید, 1969, recueil de nouvelles, 160 p.

- (fa) خاطره های پراکنده (Khātereh-hā-ye parākandeh), انتشارات نیلوفر, 1994, recueil de nouvelles, 234 p.

- (fa) جای دیگر (Jāy-e dīgar), انتشارات نیلوفر, 2000, recueil de nouvelles, 263 p.  (ISBN 978-964-448-139-0)
- (fa) دو دنیا (Do Dunyā), انتشارات نیلوفر, 2002, recueil de nouvelles, 215 p.  (ISBN 978-964-448-197-0)Ce recueil fait suite à خاطره های پراکنده.

- (fa) فرصت دوباره (Forsat-e dobāreh), انتشارات نیلوفر, 2014, recueil de nouvelles, 256 p.  (ISBN 978-964-448-599-2)

## Adaptations
Le film Le Poirier (film, 1998) est une adaptation de la nouvelle "درخت گلابی" (litt. le poirier) publiée dans le recueil جای دیگر (Jāy-e dīgar).